# Ábrahám Géza (pártmunkás)
Ábrahám Géza (Budapest, 1913. február 27. – Szovjetunió, 1943) lakatos, pártmunkás.

## Élete
Ábrahám Géza és Hasik Etelka fia. Felesége Kovács Ilona volt. Két polgári osztályt végzett, majd lakatosnak tanult. Szerepet vállalat a pesterzsébeti KIMSZ munkájában, röplapok, illetve az Ifjúmunkás c. periodika terjesztéséért többévi szabadságvesztésre ítélték. Az 1930-as évek második felében került kapcsolatba Kulich Gyulával, illetve Schönherz Zoltánnal is, 1941-ben azonban elfogták, és Sopronkőhidára került, ahonnan a keleti frontra küldték. Századát kivégezték.[forrás?]

## Emlékezete
- Budapest XX. kerületében (Pesterzsébeten)  utca és köz viseli a nevét.[2]